# 小巻敏雄
小巻敏雄（こまき としお、1920年3月21日 - 1990年6月16日）は日本の教育者、政治家。元参議院議員（日本共産党公認）。

## 来歴
京都府生まれ。早稲田大学文学部卒業後、京都府宮津市立宮津中学校、大阪府立生野高等学校で教師を務めた。生野高等学校時代に、大阪府高教組の委員長に就任。1974年の第10回参議院議員通常選挙で全国区から出馬し初当選を果たす。当選1回。党内では文教委員などを歴任した。
1990年6月16日、心筋梗塞のため奈良県奈良市の県立奈良病院で死去。70歳。

## 著書
- 『体験的教育論 八〇年代の教育を問う』新日本出版社、1980年。